# Anne-Marie Bohnenblust

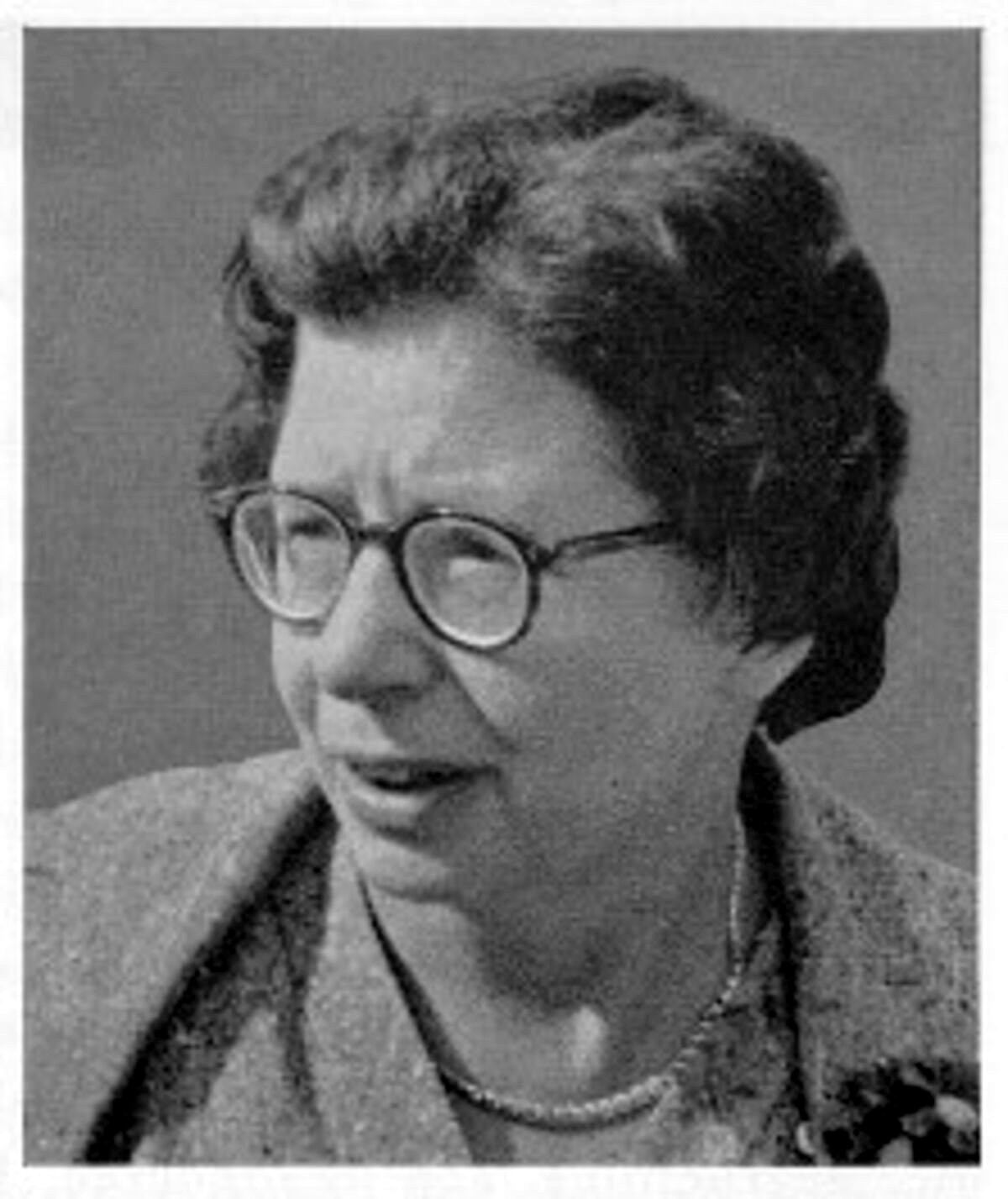
Anne-Marie Bohnenblust (aus GF Mitteilungen, Heft 108, 8/1960)

Anne-Marie Bohnenblust (* 30. Juli 1897 in Neuenburg; † 26. Juli 1960 in Schaffhausen) war von 1925 bis 1960 Fabrikfürsorgerin des Stahlunternehmens Georg Fischer AG in Schaffhausen und Singen.

## Leben
Über das Privatleben von Anne-Marie Bohnenblust ist kaum etwas bekannt. Sie war unverheiratet («Fräulein»). Anne-Marie Bohnenblust wurde exakt an ihrem 63. Geburtstag auf dem Waldfriedhof Schaffhausen beerdigt, wenige Tage vor ihrem 35-jährigen Dienstjubiläum bei Georg Fischer AG. In den Nekrologen ist von einem «plötzlichen Hinschied», einem «tragischen Tode» und «grosser Bestürzung» die Rede, ohne Details zu nennen. Ein unerbittliches Schicksal habe sie aus ihrer reichen Tätigkeit hinweggerufen, schreiben die Schaffhauser Nachrichten. Sie habe weder sich noch ihre Kräfte geschont, das Amt habe ihre menschlichen und seelischen Kräfte verbraucht, schrieb die Arbeiter-Zeitung.

## Wirken
Als Fabrikfürsorgerin (alternativ: Sozial- oder Werkfürsorgerin) leitete Anne-Marie Bohnenblust von 1925 bis zu ihrem Tod 1960 die Fürsorgestelle (alternativ: Werkfürsorge oder Sozialabteilung) des Stahlunternehmens Georg Fischer AG (GF) in Schaffhausen und Singen. GF hatte die Fürsorgestelle für seine Arbeiterschaft, Angestellten sowie deren Gattinnen und Kinder 1925 eingerichtet. Die neugeschaffene Tätigkeit der Fabrikfürsorgerin war anfänglich wenig umrissen und ließ der Stelleninhaberin viel Gestaltungsfreiraum. Die Pflege persönlicher Beziehungen zu den Menschen, Hausbesuche und Sprechstunden waren zentraler Teil ihrer Arbeit. Darüber hinaus umfasste das Sozialengagement der Georg Fischer AG seit 1868 den Bau vergünstigten Wohnraums sowie diverse Unterstützungen im Alltag der Werksangehörigen. In ihrer Wirkungszeit war das Leben der Werksangehörigen und -familien aufs Engste mit dem Unternehmen Georg Fischer AG verbunden. Ganz im Sinne eines patriarchalischen Führungsstils (Max Weber, 1922) gab ihnen das Unternehmen väterliche Fürsorge, dem sie umgekehrt Loyalität und Disziplin entgegenbrachten. Ein Zeitungsnekrolog nahm die stereotypen Vater-Mutter-Bilder auf: «Sie verstand es (...), energisch und konsequent zu sein, wo es notwendig war, aber auch wie eine Mutter zu handeln, wenn dies die Situation erforderte.»
Existenzielle Notlagen auffangen
Enge und anteilnehmende Begleitung, finanzielle und organisatorische Unterstützung von Werksangehörigen in Notlagen waren der bedeutungsvollste Teil der GF-Fürsorge. Es gab damals in der Schweiz noch keine Sozialversicherungen, Krankenkassen wurden erst allmählich aufgebaut. Ohne diese Unterstützung konnten Lohnausfall in Folge von Tod, Krankheit oder Invalidität Familien in existenzielle Not bringen. Anne-Marie Bohnenblust veranlasste Kur- und Sanatoriumsaufenthalte für kranke und geschwächte Frauen, vermittelte gleichzeitig Haushaltshilfen und Köchinnen und bei längerer Abwesenheit von Müttern die vorübergehende Platzierung der Kinder. Von 1918 bis 1932 der Betrieb des Ferienheims Wissifluh ob Vitznau und in späteren Jahren – zusammen mit weiteren Schweizer Industrieunternehmen – die Beteiligung an Ferienheimen in Mogelsberg und Ascona sollten sowohl der Erholung oder Heilung als auch der Prävention von Krankheiten und Unfällen dienen.
Hausfrauen unterstützen

Eine der ersten Initiativen von Anne-Marie Bohnenblust war 1926 die Einrichtung einer Nähstube für Arbeiter- und Angestelltenfrauen. Hier konnten sie unter fachkundiger Anleitung Kleider für die ganze Familie nähen sowie Stoffe und Wolle erwerben. Die Nähstube hatte bis in die 1970er-Jahre Bestand. Bald organisierte die Fabrikfürsorgerin auch Kurse für Hausfrauen: Stricken, Flicken, Backen, Kochen und während des Zweiten Weltkriegs zum sparsamen Umgang mit rationierten Lebensmitteln und Rohstoffen. 1928 wurde neben der Nähstube eine Bibliothek mit Erwachsenen- und Kinderliteratur eröffnet.
Für Kinder sorgen

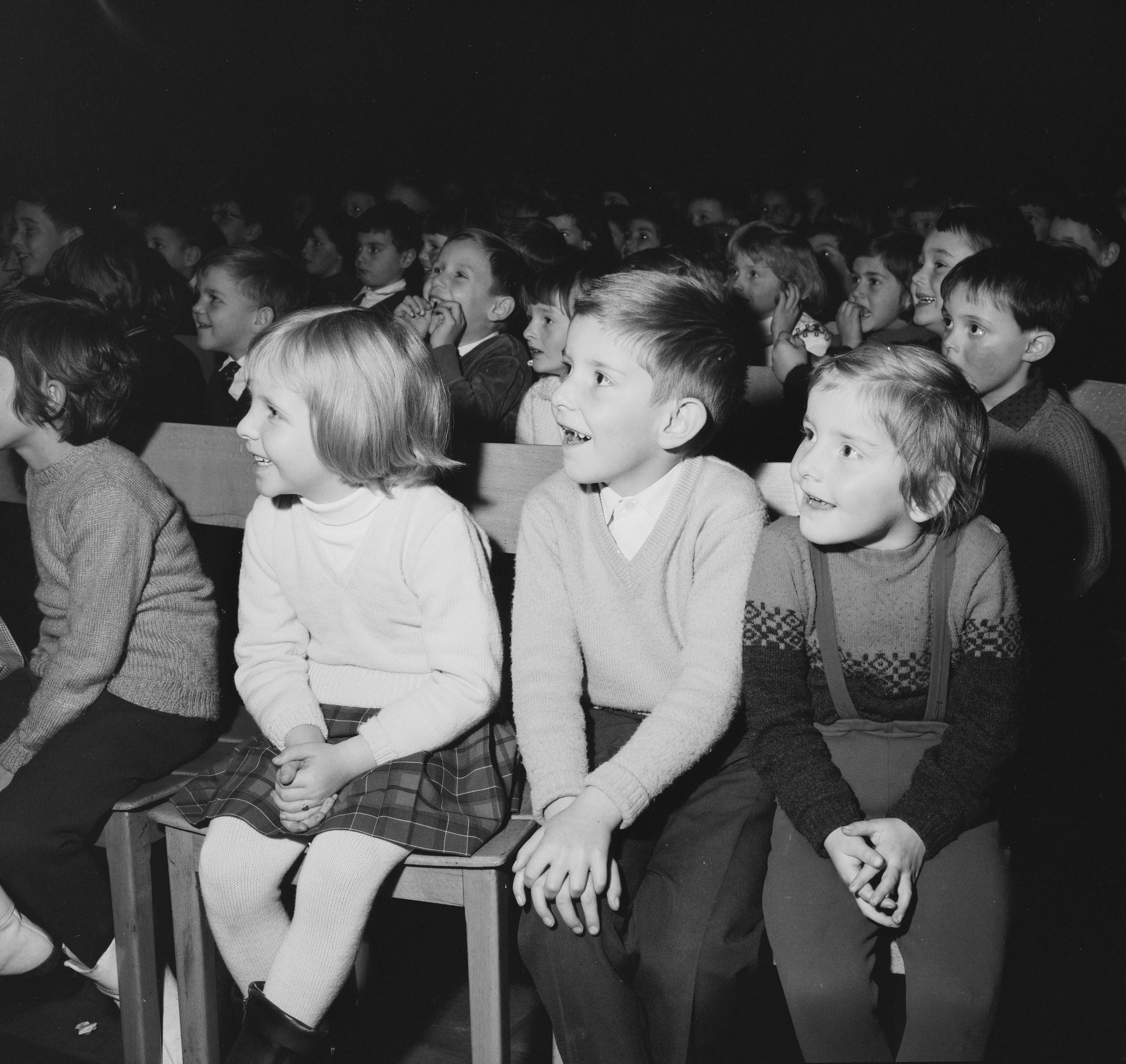
Die Tradition der Weihnachtsfeier für GF-Arbeiterkinder bestand auch nach Anne-Marie Bohnenblusts Tod weiter. Max Graf, 1965

Die Tradition, für die Arbeiterkinder der GF ein Weihnachtsfest und eine Kinderbescherung auszurichten, wurde bereits vor dem Ersten Weltkrieg ins Leben gerufen. Mit ihrer Gründung wurde dies zur Aufgabe der Fürsorgestelle. Ab 1941 bis in die 1980er-Jahre wurden für Kinder von Mitarbeitenden auch Sommerferienlager angeboten. Anfangs lag dabei die Stärkung der kindlichen Gesundheit im Zentrum. Besonders Kinder der deutschen und englischen GF-Werke sollten nach dem Krieg durch «gesunde Milch und frische Alpenluft» wieder zu Kräften kommen. Wo nötig, wurden sie im Lager auch neu eingekleidet. In einem Rapport der Fabrikfürsorgerin von 1948 heißt es, es seien vor allem Socken, Unterwäsche und Turnschuhe nötig gewesen. Für GF-Kinder aus Singen organisierte Bohnenblust in den Nachkriegsjahren auch kurze Wochenend-Aufenthalte in Schweizer GF-Familien. Ein Zeitzeuge aus Schaffhausen erinnert sich: «Die Kinder standen mit einem Kartontäfelchen um den Hals bei der Bushaltestelle, wo wir sie mit unseren Müttern abholten. Auf dem Täfelchen stand der Name des Kindes und zu wem es ging.» Im Sinne einer gesunden körperlichen Entwicklung sollten sie in diesen Tagen vor allem gut und genug essen können.
Von der Fürsorgestelle zu GF Health
Nach dem Tod von Anne-Marie Bohnenblust führte Elisabeth Weber-Schnellmann die Werkfürsorge bis 1993 – in den letzten Jahren unter der Bezeichnung Sozialberatung. Später wurde diese unter der Leitung von Gabriela Herzog in Mitarbeitendenberatung (MAB) umbenannt. 2022 erfolgte dann die Zusammenführung mit dem Betrieblichen Gesundheitsmanagement unter der neuen Bezeichnung GF Health.